# Samo Dervišić
Samo Dervišić nació el 12 de diciembre, de 1981, en Liubliana, Eslovenia. Comenzó a tocar el violonchelo a la edad de cinco años, en la Escuela Musical Sturm Franco. Continuó su educación musical en la secundaria y en la Ballet School Musical en Liubliana. Después de graduarse, pasó con éxito su examen de ingreso a la Academia de Música de Liubliana. 
De 2002 a 2007, Samo Dervišić estuvo enseñando violonchelo en diversas escuelas de música en Eslovenia. 
Su deseo de ampliar sus conocimientos musicales y probar otros géneros musicales, le ha llevado a unirse a la banda Aperion. Con esta banda, ganó varios concursos musicales y concursos en Eslovenia y en el extranjero. La banda realizó un exitoso video musical en 2007. 
Aparte de esto, Samo es un violonchelista en La Vie D'Un Cuarteto Cuarteto de Cuerdas. Los miembros de este cuarteto de cuerda clásica tocan las músicas del mundo, acompañado de proyecciones de fotografías.
En 2009 representó a Eslovenia como miembro de la banda Quartissimo con la solista Martina Majerle, interpretando la canción Love Symphony.